# Cedric Gibbons
Cedric Gibbons (Dublin, 23 maart 1893 - Los Angeles, 26 juli 1960) was een Amerikaanse production designer van Ierse afkomst die actief was in de Amerikaanse filmwereld.

## Leven en werk

### Afkomst, opleiding en eerste stappen in de filmwereld
Gibbons werd in Dublin geboren als de zoon van een architect. Na de geboorte van het derde kind verhuisde het gezin naar New York. In 1911 begon Gibbons studies aan de gerenommeerde kunstacademie Art Students League of New York. Daarna ging hij als technisch tekenaar werken in het architectenbureau van zijn vader.
In 1915 kwam hij terecht op de kunstafdeling van de Edison Studios. In 1917, toen de Verenigde Staten betrokken raakten bij de Eerste Wereldoorlog, werd hij opgeroepen als reservist in een New Yorks trainingscentrum. Daarna trad hij toe tot de  
Goldwyn Pictures Studio (1916-1923).
Hij behield die job toen Goldwyn Pictures in 1924 werd overgekocht door de zakenmagnaat en filmindustriepionier Marcus Loew. Loew voegde Goldwyn Pictures toe aan zijn Metro Pictures waardoor, na een fusie met Louis B. Mayer Pictures, Metro-Goldwyn-Mayer ontstond.

### Gibbons en de Academy Awards
- In mei 1927 was Gibbons een van de zesendertig stichtende leden van de Academy of Motion Picture Arts and Sciences.
- In datzelfde jaar ontwierp hij het Oscarbeeldje, in opdracht van filmmagnaat Louis B. Mayer. De Academy of Motion Picture Arts and Sciences was (zo wil de legende) meteen enthousiast over zijn schets en gaf aan beeldhouwer Georges Stanley de opdracht er een beeldje van te maken.
- Zelf won Gibbons tussen 1929 en 1956 elf keer de Oscar voor beste productieontwerp. Voor dezelfde categorie werd hij bovendien achtentwintig keer genomineerd.

### Metro-Goldwyn-Mayer
Gibbons ontpopte zich tot de leidende artdirector van MGM en hij bleef dat tweeëndertig jaar lang. Hij had de artistieke supervisie over zo'n vijftienhonderd films. Zijn contract met MGM stipuleerde echter dat zijn naam zou vermeld staan in de generiek van elke MGM-film die werd uitgebracht in de Verenigde Staten ook al namen andere designers die onder hem werkten, het grootste deel van het werk voor hun rekening. Het is derhalve niet gemakkelijk om te weten welke films zijn stempel dragen. 
Onder dat hoge aantal films ook tientallen schitterend aangeklede muziekfilms waarvan The Great Ziegfeld (1936), The Wizard of Oz (1939), Broadway Melody of 1940 (1940), Meet Me in St. Louis (1944), Ziegfeld Follies (1945),  Easter Parade (1948), An American in Paris (1951), Singin' in the Rain (1952), The Band Wagon (1953) en High Society (1956) de meest vermeldenswaardige en bekendste zijn gebleven. 
Hoe dan ook, Gibbons wordt gezien als de alom gerespecteerde inspirator van de MGM-stijl van de jaren dertig-veertig die werd gekenmerkt door de verfijning van de Art deco en door weelderige fantasie. Hierbij werd Gibbons beïnvloed door het bezoek dat hij bracht aan  de Wereldtentoonstelling van 1925 in Paris (ook Exposition Internationale des Arts Décoratifs et Industriels Modernes genoemd). Een perfect voorbeeld van die 'metro style' kan bewonderd worden in het romantisch melodrama Grand Hotel (1932). Voor dit succesrijk met de Oscar voor beste film bekroond romantisch melodrama ontwierp Gibbons werkelijk verrukkelijke Art deco filmsets en meubilair, inzonderheid voor de lobby van het luxueus Berlijns hotel waarin de hele film zich afspeelt.
Mede door zijn toedoen kwamen, naast Grand Hotel, ook andere beroemde niet-muzikale films tot stand waarvan de horrorfilms Freaks (1932) en Dr. Jekyll and Mr. Hyde (1941), de avonturenfilm Mutiny on the Bounty (1935), de Marx Brothers komedie A Night at the Opera (1935), de politieke satire Ninotchka (1939),  het oorlogsdrama The Seventh Cross (1944), de psychologische thriller Gaslight (1944), de films noirs The Postman Always Rings Twice (1946) en The Asphalt Jungle (1950), de sandalenfilm Quo Vadis (1951) en het sociaal drama Blackboard Jungle (1955) de meest memorabele zijn. 
Een heel aantal Hollywood professionals, gedegen vakmannen, regisseerden die MGM-films. Onder hen zowel gerenommeerde cineasten  zoals George Cukor, Victor Fleming, Ernst Lubitsch, King Vidor, Frank Borzage, Mervyn LeRoy, Vincente Minnelli en de tandem Stanley Donen-Gene Kelly als minder bekende zoals Clarence Brown, Sam Wood, W.S. Van Dyke, Robert Z. Leonard, Charles Walters, George Sidney, Tay Garnett, Richard Thorpe en Norman Taurog.
Onder Mayer (die de vroeg gestorven Loew verving) en die zowat de bedenker van het sterrensysteem binnen MGM was, ontwikkelde MGM zich tot de meest succesrijke filmstudio van Hollywood. Actrices en acteurs groeiden uit tot ware vedetten: de belangrijksten waren Greta Garbo, Joan Crawford, Norma Shearer, Jean Harlow, Greer Garson, Myrna Loy, Jeanette MacDonald, Katharine Hepburn, June Allyson, Lana Turner, Judy Garland en Cyd Charisse; John Gilbert, Lionel Barrymore, Frank Morgan, Fredric March, Clark Gable, Walter Pidgeon, James Stewart, Fred Astaire, William Powell, Spencer Tracy, Robert Taylor, Nelson Eddy, Van Johnson, Gene Kelly en Mickey Rooney.
Gibbons nam afscheid van de filmwereld in 1956, een jaar dat zowat samenviel met het einde van het studiosysteem.

### Privéleven
In 1930 trouwde Gibbons een eerste keer, met actrice Dolores del Rio. Het koppel scheidde in 1941. In 1944 hertrouwde Gibbons met actrice Hazel Brooks. Het paar bleef bijeen tot aan zijn overlijden.
Gibbons overleed in 1960 op 67-jarige leeftijd na een lang ziekbed.

## Filmografie (selectie)
de filmtitels gevolgd door een * zijn musicals
| - 1925 - The Big Parade (King Vidor) - 1925 - Ben-Hur (Fred Niblo) - 1926 - Flesh and the Devil (Clarence Brown) - 1927 - Love (Edmund Goulding) - 1928 - A Woman of Affairs (Clarence Brown) - 1928 - Show People (King Vidor) - 1928 - Our Dancing Daughters (Harry Beaumont) - 1928 - The Latest from Paris (Sam Wood) - 1929 - The Kiss (Jacques Feyder) - 1929 - Hallelujah * (King Vidor) - 1929 - The Bridge of San Luis Rey (Charles Brabin) - 1929 - The Broadway Melody * (Harry Beaumont) - 1930 - A Lady to Love (Victor Sjöström) - 1930 - Romance (Clarence Brown) - 1930 - Anna Christie (Clarence Brown) - 1930 - Not So Dumb (King Vidor) - 1930 - Paid (Sam Wood) - 1931 - Possessed (Clarence Brown) - 1931 - Susan Lenox (Her Fall and Rise) (Robert Z. Leonard) - 1931 - Mata Hari (George Fitzmaurice) - 1932 - Flesh (John Ford) - 1932 - Freaks (Tod Browning) - 1932 - Smilin' Through (Sidney Franklin) - 1932 - Grand Hotel (Edmund Goulding) - 1932 - Tarzan the Ape Man (W.S. Van Dyke) - 1932 - Red Dust (Victor Fleming) - 1932 - Red-Headed Woman (Jack Conway) - 1933 - Today We Live (Howard Hawks) - 1934 - The Merry Widow * (Ernst Lubitsch) - 1934 - The Painted Veil (Richard Boleslawski) - 1934 - The Thin Man (W.S. Van Dyke) - 1934 - The Barretts of Wimpole Street (Sidney Franklin) - 1934 - Manhattan Melodrama (W.S. Van Dyke) - 1935 - Mutiny on the Bounty (Frank Lloyd) - 1935 - China Seas (Tay Garnett) - 1935 - Broadway Melody of 1936 * (Roy Del Ruth) - 1935 - Anna Karenina (Clarence Brown) - 1935 - Reckless * (Victor Fleming) - 1935 - A Night at the Opera (Sam Wood) - 1936 - San Francisco * (W.S. Van Dyke) - 1936 - Wife vs. Secretary (Clarence Brown) - 1936 - Libeled Lady (Jack Conway) - 1936 - Romeo and Juliet (George Cukor) - 1936 - Camille (George Cukor) - 1936 - Rose-Marie * (W.S. Van Dyke) - 1936 - The Gorgeous Hussy (Clarence Brown) - 1936 - The Great Ziegfeld * (Robert Z. Leonard) - 1936 - Fury (Fritz Lang) - 1936 - Love on the Run (W.S. Van Dyke) - 1937 - The Good Earth (Sidney Franklin) - 1937 - Parnell (John M. Stahl) - 1937 - A Day at the Races (Sam Wood) - 1937 - Mannequin (Frank Borzage) - 1937 - Conquest (Clarence Brown) - 1937 - Captains Courageous (Victor Fleming) - 1937 - Rosalie * (W.S. Van Dyke) - 1938 - Port of Seven Seas (James Whale) - 1938 - Of Human Hearts (Clarence Brown) - 1938 - Three Comrades (Frank Borzage) - 1938 - Marie Antoinette (W.S. Van Dyke) - 1938 - Test Pilot (Victor Fleming) - 1938 - The Shining Hour (Frank Borzage) - 1938 - Boys Town (Norman Taurog) - 1938 - Sweethearts * (W.S. Van Dyke) - 1939 - The Adventures of Huckleberry Finn (Richard Thorpe) - 1939 - Ninotchka (Ernst Lubitsch) - 1939 - Broadway Serenade * (Robert Z. Leonard) - 1939 - The Wizard of Oz * (Victor Fleming) - 1939 - The Women (George Cukor) - 1939 - Babes in Arms * (Busby Berkeley) - 1940 - Johnny Eager (Mervyn LeRoy) - 1940 - Broadway Melody of 1940 * (Norman Taurog) - 1940 - Pride and Prejudice (Robert Z. Leonard) - 1940 - Comrade X (King Vidor) - 1940 - Susan and God (George Cukor) - 1940 - The Mortal Storm (Frank Borzage) - 1940 - Boom Town (Jack Conway) - 1940 - The Shop Around the Corner (Ernst Lubitsch) - 1940 - New Moon * (W.S. Van Dyke en Robert Z. Leonard) - 1940 - Bitter Sweet * (W.S. Van Dyke) - 1940 - Strange Cargo (Frank Borzage) - 1940 - The Philadelphia Story (George Cukor) - 1940 - Northwest Passage (King Vidor) - 1941 - Dr. Jekyll and Mr. Hyde (Victor Fleming) - 1941 - A Woman's Face (George Cukor) - 1941 - Blossoms in the Dust (Mervyn LeRoy) - 1941 - Design for Scandal * (Norman Taurog) - 1941 - Smilin' Through * (Frank Borzage) - 1941 - When Ladies Meet (Robert Z. Leonard) - 1941 - Shadow of the Thin Man (W.S. Van Dyke) - 1941 - Babes on Broadway * (Busby Berkeley) | - 1942 - Mrs. Miniver (William Wyler) - 1942 - Random Harvest (Mervyn LeRoy) - 1942 - For Me and My Gal * (Busby Berkeley) - 1942 - Kid Glove Killer (Fred Zinnemann) - 1942 - Seven Sweethearts * (Frank Borzage) - 1942 - Somewhere I'll Find You (Wesley Ruggles) - 1942 - Woman of the Year (George Stevens) - 1942 - I Married an Angel * (W.S. Van Dyke) - 1943 - Madame Curie (Mervyn LeRoy) - 1943 - Keeper of the Flame (George Cukor) - 1943 - A Guy Named Joe (Victor Fleming) - 1943 - Girl Crazy * (Norman Taurog en Busby Berkeley) - 1943 - Above Suspicion (Richard Thorpe) - 1943 - The Human Comedy (Clarence Brown) - 1943 - Cabin in the Sky * (Vincente Minnelli) - 1943 - I Dood It * (Vincente Minnelli) - 1944 - The Seventh Cross (Fred Zinnemann) - 1944 - The White Cliffs of Dover (Clarence Brown) - 1944 - Two Girls and a Sailor * (Richard Thorpe) - 1944 - Gaslight (George Cukor) - 1944 - The Canterville Ghost (Jules Dassin) - 1944 - Mrs. Parkington (Tay Garnett) - 1944 - Meet Me in St. Louis * (Vincente Minnelli) - 1944 - National Velvet (Clarence Brown) - 1945 - The Valley of Decision (Tay Garnett) - 1945 - The Picture of Dorian Gray (Albert Lewin) - 1945 - Adventure (Victor Fleming) - 1945 - Anchors Aweigh * (George Sidney) - 1945 - Yolanda and the Thief * (Vincente Minnelli) - 1945 - They Were Expendable (John Ford) - 1945 - Ziegfeld Follies * (Roy Del Ruth) - 1946 - The Harvey Girls * (George Sidney) - 1946 - The Postman Always Rings Twice (Tay Garnett) - 1946 - The Yearling (Clarence Brown) - 1946 - Undercurrent (Vincente Minnelli) - 1947 - The Sea of Grass (Elia Kazan) - 1947 - Living in a Big Way * (Gregory La Cava - 1947 - Song of Love (Clarence Brown) - 1947 - Lady in the Lake (Robert Montgomery) - 1948 - Easter Parade * (Charles Walters) - 1948 - The Pirate * (Vincente Minnelli) - 1948 - State of the Union (Frank Capra) - 1948 - Command Decision (Sam Wood) - 1948 - The Three Musketeers (George Sidney) - 1949 - The Bribe (Robert Z. Leonard) - 1949 - Adam's Rib (George Cukor) - 1949 - On the Town * (Stanley Donen en Gene Kelly) - 1949 - The Stratton Story (Sam Wood) - 1949 - The Barkleys of Broadway * (Charles Walters) - 1949 - Little Women (Mervyn LeRoy) - 1950 - The Asphalt Jungle (John Huston) - 1950 - Father of the Bride (Vincente Minnelli) - 1950 - A Life of Her Own (George Cukor) - 1950 - Summer Stock * (Charles Walters) - 1951 - Three Guys Named Mike (Charles Walters) - 1951 - Quo Vadis (Mervyn LeRoy) - 1951 - An American in Paris * (Vincente Minnelli) - 1951 - Royal Wedding * (Stanley Donen) - 1951 - Too Young to Kiss (Robert Z. Leonard) - 1952 - The Prisoner of Zenda (Richard Thorpe) - 1952 - The Bad and the Beautiful (Vincente Minnelli) - 1952 - The Belle of New York * (Charles Walters) - 1952 - Million Dollar Mermaid * (Mervyn LeRoy) - 1952 - Pat and Mike (George Cukor) - 1952 - Singin' in the Rain * (Stanley Donen en Gene Kelly) - 1952 - Scaramouche (George Sidney) - 1952 - Plymouth Adventure (Clarence Brown) - 1953 - Lili * (Charles Walters) - 1953 - The Actress (George Cukor) - 1953 - The Band Wagon * (Vincente Minnelli) - 1953 - The Naked Spur (Anthony Mann) - 1953 - Escape from Fort Bravo (John Sturges) - 1953 - Julius Caesar (Joseph L. Mankiewicz) - 1953 - Easy to Love * (Charles Walters) - 1953 - Kiss Me Kate * (George Sidney) - 1954 - Brigadoon * (Vincente Minnelli) - 1954 - Seven Brides for Seven Brothers * (Stanley Donen) - 1954 - Executive Suite (Robert Wise) - 1954 - The Student Prince * (Richard Thorpe) - 1954 - Deep in My Heart * (Stanley Donen) - 1955 - It's Always Fair Weather * (Stanley Donen en Gene Kelly) - 1955 - Blackboard Jungle (Richard Brooks) - 1955 - The Glass Slipper * (Charles Walters) - 1955 - Moonfleet (Fritz Lang) - 1955 - Kismet * (Vincente Minnelli en Stanley Donen) - 1955 - Love Me or Leave Me * (Charles Vidor) - 1956 - High Society * (Charles Walters) - 1956 - Meet Me in Las Vegas * (Roy Rowland) - 1956 - Invitation to the Dance * (Gene Kelly) - 1956 - Somebody Up There Likes Me (Robert Wise) - 1956 - Lust for Life (Vincente Minnelli) |

## Prijzen en nominaties

### Prijzen
Oscar voor beste productieontwerp voor
- 1929 - The Bridge of San Luis Rey
- 1934 - The Merry Widow
- 1940 - Pride and Prejudice
- 1941 - Blossoms in the Dust
- 1944 - Gaslight
- 1946 - The Yearling
- 1949 - Little Women
- 1951 - An American in Paris
- 1952 - The Bad and the Beautiful
- 1953 - Julius Caesar
- 1956 - Somebody Up There Likes Me

### Publicaties
- Howard Gutner: MGM Style: Cedric Gibbons and the Art of the Golden Age of Hollywood

- Bibsys: 11044211
- Biblioteca Nacional de España: XX5211155
- Bibliothèque nationale de France: cb14048602t (data)
- Catàleg d'autoritats de noms i títols de Catalunya: 981058519731306706
- Gemeinsame Normdatei: 140127038
- International Standard Name Identifier: 0000 0001 1628 7649
- Library of Congress Control Number: n85342791
- Nationale Bibliotheek van Tsjechië: xx0170770
- Nationale Bibliotheek van Israël: 987007329879905171
- Nederlandse Thesaurus van Auteursnamen: 158083628
- SNAC: w6f8499w
- Système universitaire de documentation: 183006828
- Union List of Artist Names: 500222913
- Virtual International Authority File: 42042359
- WorldCat: E39PBJwdbbKmjdmfTbcWTxTJXd